# Reitbrook
Reitbrook, Hamburg-Reitbrook — dzielnica miasta Hamburg w Niemczech, w okręgu administracyjnym Bergedorf. W 1768 wcielony w granice miasta.